# Eurasisches Magazin
|  | Dieser Artikel wurde aufgrund von inhaltlichen Mängeln auf der Qualitätssicherungsseite des Portals Medienwissenschaft eingetragen. Dies geschieht, um die Qualität der Artikel aus den Themengebieten Journalismus, Medien- und Kommunikationswissenschaften auf ein akzeptables Niveau zu bringen. Hilf mit, den Artikel zu verbessern, und beteilige dich an der Diskussion! |

Das Eurasische Magazin ist eine deutschsprachige Netzzeitschrift, die Entwicklungen in Politik, Gesellschaft und Kultur auf dem gesamten eurasischen Kontinent thematisiert. Das Magazin wird seit 2002 vom Eurasischen Verlag in Altomünster herausgegeben. Verantwortlicher Redakteur ist Hans Wagner. Die Zeitschrift arbeitet mit deutschen und ausländischen Wissenschaftlern und Journalisten zusammen, die auf Russland, die GUS-Staaten und andere Länder des „eurasischen“ Raums spezialisiert sind. Alle Artikel sind frei zugänglich.
Die Zeitschrift erschien zunächst monatlich, darauf einige Zeit zweimonatlich. Im Februar 2014 ging die Redaktion zu einer ständigen Veröffentlichung aktueller Beiträge über.

## Inhalt
Die Zeitschrift berichtet über die Nachfolgestaaten der Sowjetunion, mit inhaltlichem Schwerpunkt auf Russland. Die Themen behandeln Politik, Gesellschaft und Kultur der Länder des osteuropäischen und asiatischen Raumes. Die Zeitschrift enthält Interviews, Kommentare, Ratschläge, Buchbesprechungen, Illustrationen und Fotos. Im Eurasien-Ticker erscheinen aktuelle Meldungen zur Zielregion Eurasien.

## Autoren (Auswahl)
- Hans Wagner (Verantwortlicher Chefredakteur)
- Elmar Altvater (†)
- Wilfried Arz
- Kai Ehlers (†)
- Ulrich Heyden
- Hans-Joachim Hoppe, Osteuropa-Experte, Russland, Mittelasien, Kaukasus
- Andrea Jeska, Journalistin und Schriftstellerin
- Nico Lange, Politologe und Ukraine-Experte der Konrad-Adenauer-Stiftung
- Wolfgang Merkel, Politikwissenschaftler
- Wolf Oschlies, Balkan-Experte
- Andreas Umland, Russland- und Ukraine-Experte
- Alexander Rahr, Russland-Experte